# Ляснюк Ольга Леонтіївна
О́льга Лео́нтіївна Лясню́к (народилася 13 січня у місті Нововолинську на Волині) — українська письменниця, член НСПУ. Авторка збірок «Босоніж у вічність» (2000), «Третє бажання» (2003), «АНАЛОГіЯ» (2006), «Поцілунки у скло» (2010), «[без іронії]» (2016).
3 червня 2016 року обрана головою Волинської організації Національної спілки письменників України.

## Життєпис
У місті Нововолинську закінчила ліцей, після цього вступила у Волинський державний університет (нині — Східноєвропейський національний університет) імені Лесі Українки, на філологічний факультет.
Писати почала зі шкільних років. Перші літературні спроби були опубліковані у волинській пресі та колективних збірниках. Неодноразово була учасницею всеукраїнських нарад молодих літераторів.
Друкувалася у збірниках і антологіях: «13х13», «Перевесло», «Дві тонни», «Дотик» (українсько-польська), «Літпошта», «БАНДЕРШАТна антологія», «Березневі коти» та ін.
Також твори публікувалися у часописах «Світязь», «Терен», «Світовид», «Київська Русь», «Дніпро», «Золота пектораль», газеті «Літературна Україна» та ін.
Учасниця літературних фестивалів. Лауреат літературних обласних конкурсів, переможець Міжнародного літературного конкурсу «Гранослов», лауреат видавництва «Смолоскип», конкурсу «Просто так!».
Живе у Луцьку. Працює журналістом і редактором.